# エゾバフンウニ
エゾバフンウニ（蝦夷馬糞海胆、学名: Strongylocentrotus intermedius）は、オオバフンウニ科に属するウニの一種。北海道周辺の冷涼な沿岸に生息し、食用とされる。分類についてはカマロドント目、ホンウニ目としている資料がある。

## 特徴
殻径5 cm、殻高3 cm程度になる中型のウニ。棘長は0.8 cm程度。一般的に茶褐色から赤褐色だが色彩変異が大きく、暗緑色を帯びることもある。同科別属のバフンウニに似るが、歩帯板の孔対数はバフンウニが4個ずつなのに対して、エゾバフンウニは5個ずつ配列されていることから区別できる。

## 分布
日本近海、北海道沿岸から、太平洋側では相模湾、日本海側は山口県まで分布する。また中国北部、ロシア沿海州から朝鮮半島に分布する。沿岸部の潮間帯から潮下帯に普通に分布する。

## 生態
繁殖期は場所によって異なり、北海道の日本海沿岸では9月～10月、日高地方以東では6月～10月、噴火湾と南部太平洋沿岸では5月～7月と8月～10月の2回となる。食性は雑食であり、コンブ等の海藻のほか、動物の死骸等も食べる。寿命は6年から10年程度。

## 利用

### 食用
生殖腺が食用となる。日本で最も漁獲量が多いウニ。地域ごとにより繁殖期が異なるため、ほぼ通年で漁獲期が存在する。一般に、動物性の餌を与えた個体は成長が早いが、アミノ酸のバリンが蓄積される影響で苦みを呈することがある。一方、ナガコンブ、アオサ等の海藻類を食餌とした個体の方が美味となる傾向がある。日本での主産地は北海道であるが、韓国、ロシア沿海州でも漁獲され、主に日本に輸出される。生ウニとして、新鮮なものを生食するほか、塩蔵した塩ウニ、生ウニを貝殻に詰めて蒸した蒸しウニ等、高級食材として利用される。資源保護のため種苗生産・放流が行われており、各地で漁期が設定されている。